# Kerstin Linden
Kerstin Linden, född 24 augusti 2008, är en svensk barnskådespelerska.
Kerstin Linden har bland annat spelat rollen som Lill-Märta i Utvandrarna (2021) och Hilda i SVT:s julkalender Kronprinsen som försvann (2022).
Hon porträtterade även Ronja Rövardotter i nyinspelningen av romanen med premiär i mars 2024 som TV-serie på Netflix.

## Filmografi
- 2020–2021 – Labyrint (TV-serie)[7][8]  (i rollen som Los)
- 2021 – Utvandrarna (i rollen som Lill-Märta)
- 2022 – Kronprinsen som försvann (TV-serie)[9] (i rollen som Hilda)
- 2024 – Ronja Rövardotter (TV-serie)[10] (i rollen som Ronja)
- 2025 – Kronprinsen och tyrannens återkomst[11] (i rollen som Hilda)

## Teater

### Roller (ej komplett)
| År   | Roll                              | Produktion                           | Upphov                                                   | Regi                                                  | Teater              |
| ---- | --------------------------------- | ------------------------------------ | -------------------------------------------------------- | ----------------------------------------------------- | ------------------- |
| 2020 | Babette (delad med Juni Helander) | Vakten vid Rhen (Watch on the Rhine) | Lillian Hellman (original) Klas Östergren (översättning) | Jenny Andreasson (regi) Catharina Allvin (koreografi) | Dramaten, Stockholm |